# Monia (Gattung)
Monia ist eine Muschel-Gattung aus der Familie der Sattelmuscheln (Anomiidae) in der Ordnung Pectinida.

## Merkmale
Die Gehäuse der Arten der Gattung Monia sind rundlich mit einem Durchmesser von bis zu 4 Zentimetern. Sie sind flach, ungleichseitig und mit der rechten Klappe nach unten meist mit Byssus an Hartsubstrat angeheftet. Der Wirbel sitzt in der Mitte etwas vom Dorsalrand entfernt. Meist ist die untere rechte Klappe durchscheinend und dünn, die obere linke Klappe fest. Dorsal- und Ventralrand sind unregelmäßig verlaufend. Das Substrat kann sich auch auf die Form der oberen linken Klappe durchpausen. Die rechte Klappe hat eine fast komplett umwachsene, annähernd dreieckige Bucht am Dorsalrand, durch die der Byssus hindurch tritt. Der Byssusmuskel ist einfach und nicht mit dem Schließmuskel verschmolzen; in der linken Klappe sind daher zwei Muskeleindrücke vorhanden, die voneinander abgesetzt sind.

## Geographische Verbreitung und Lebensraum
Die Arten der Gattung sind weltweit verbreitet. Sie kommen von den borealen und australen Meeresregionen bis in die Tropen vor.
Sie leben mit Byssus an Hartsubstrat angeheftet vom Flachwasser bis in größere Tiefen (bis ca. 1400 m).

## Taxonomie
Die Gattung Monia wurde 1850 durch John Edward Gray aufgestellt. Typusart ist Anomia zelandica Gray, 1843. In die Gattung werden nach der MolluscaBase folgende Arten gestellt:
- Gattung Monia Gray, 1850
  - Monia alternans (G. B. Sowerby I, 1846) †
  - Monia colon (Gray, 1850)
  - Monia cymbula (Tate, 1886) †
  - Monia deliciosa Iredale, 1936
  - Monia nobilis (Reeve, 1859)
  - Monia timida Iredale, 1939
  - Monia zelandica (Gray, 1843)

## Belege